# Светско првенство у скоковима у воду 2015 — даска 3 м синхронизовано за мушкарце
Такмичење у скоковима у воду у дисциплини даска 3 метра синхронизовано за мушкарце на Светском првенству у скоковима у воду 2015. одржано је 28. јул 2015. године као део програма Светског првенства у воденим спортовима. Такмичења су се одржала у базену Казањског центра водених спортова у граду Казању (Русија).
Учествовала су укупно 23 пара из исто толико земаља. Титулу светских првака из 2013. у овој дисциплини одбранио је кинески скакач Ћин Кај, али овај пут у пару са Цао Јуеном (његов партнер две године раније био је Хе Чунг). Сребро је припало пару из Русије Јевгениј Кузњецов / Иља Захаров, док је бронзану медаљу освојио британски двојац Џек Ло / Крис Мирс.

## Освајачи медаља
|                           | Резултат |                                          | Резултат |                                       | Резултат |
|                           |          |                                          |          |                                       |          |
| Кина · Цао Јуен · Ћин Кај | 471,45   | Русија · Јевгениј Кузњецов · Иља Захаров | 459,18   | Велика Британија · Џек Ло · Крис Мирс | 445,20   |

## Земље учеснице
На такмичењу су учествовала укупно 23 пара из исто толико земаља (46 скакача). Свака од земаља имала је право да учествује са максимално једним паром.
| - Аустралија (1) - Бразил (1) - Велика Британија (1) - Египат (1) - Индонезија (1) - Италија (1) | - Јапан (1) - Јужна Кореја (1) - Канада (1) - Кина (1) - Колумбија (1) - Кувајт (1) | - Малезија (1) - Мексико (1) - Немачка (1) - Норвешка (1) - Пољска (1) - Русија (1) | - САД (1) - Украјина (1) - Хонгконг (1) - Чиле (1) - Шпанија (1) |

## Резултати
Такмичење је одржано 28. јула из два дела. У јутарњем делу програма скакале су се квалификације, а првих 12 најбоље рангираних парова обезбедило је пласман у финале које се скакало у послеподневним часовима истог дана.
Напомена: Такмичари у табели означени зеленом бојом остварили су пласман у финале преко квалификација.
| ПЛ. | Скакач           | Држава                             | Квалификације | Квалификације | Финале | Финале |
| ПЛ. | Скакач           | Држава                             | Бодови        | Плас.         | Бодови | Плас.  |
| --- | ---------------- | ---------------------------------- | ------------- | ------------- | ------ | ------ |
|     | Кина             | Цао Јуен Ћин Кај                   | 434,43        | 02.           | 471,45 | 01.    |
| 2   | Русија           | Јевгениј Кузњецов Иља Захаров      | 448,68        | 01.           | 459,18 | 02.    |
| 3   | Велика Британија | Џек Ло Крис Мирс                   | 417,33        | 04.           | 445,20 | 03.    |
| 04. | Украјина         | Александар Хоршковозов Иља Кваша   | 397,98        | 08.           | 436,53 | 04.    |
| 05. | Канада           | Филип Гање Франсоа Имбо-Дулак      | 373,59        | 12.           | 408,66 | 05.    |
| 06. | Немачка          | Стефан Фек Патрик Хауздинг         | 410,85        | 06.           | 406,80 | 06.    |
| 07. | САД              | Сем Дорман Кристијан Ипсен         | 404,13        | 07.           | 405,99 | 07.    |
| 08. | Mексико          | Хаир Окампо Ромел Пачеко           | 422,25        | 03.           | 405,21 | 08.    |
| 09. | Италија          | Андреа Кјарабини Ђовани Точи       | 412,17        | 05.           | 402,00 | 02.    |
| 10. | Mалезија         | Ахмад Азман Ој Це Љанг             | 374,97        | 11.           | 401,37 | 10.    |
| 11. | Jапан            | Шо Сакај Кен Тераучи               | 394,50        | 09.           | 389,94 | 11.    |
| 12. | Aустралија       | Џејмс Конор Грант Нел              | 384,87        | 10.           | 387,69 | 12.    |
| 13. | Бразил           | Јан Матос Луиз Оутерело            | 370,08        | 13.           | ×      | ×      |
| 13. | Пољска           | Каспер Лесјак Анджеј Жешутек       | 370,08        | 14.           | ×      | ×      |
| 15. | Јужна Кореја     | Ким Јеонг-нам Ву Ха-рам            | 368,88        | 15.           | ×      | ×      |
| 16. | Колумбија        | Себастијан Моралес Себастијан Виља | 362,19        | 16.           | ×      | ×      |
| 17. | Шпанија          | Николас Гарсија Ектор Гарсија      | 360,03        | 17.           | ×      | ×      |
| 18. | Норвешка         | Филип Девор Данијел Јенсен         | 338,31        | 18.           | ×      | ×      |
| 19. | Чиле             | Дијего Каркин Донато Неглија       | 332,94        | 19.           | ×      | ×      |
| 20. | Eгипат           | Емаделдин Абделлатиф Јусеф Езат    | 320,13        | 20.           | ×      | ×      |
| 21. | Хонгконг         | Чов Хо Винг Џејсон Пун Вај Чинг    | 317,10        | 21.           | ×      | ×      |
| 22. | Kувајт           | Абдулрахман Абас Хасан Кали        | 306,51        | 22.           | ×      | ×      |
| 23. | Индонезија       | Ахмад Џамџами Адитјо Путра         | 283,02        | 23.           | ×      | ×      |